# Veleno per voi
Veleno per voi è un doppio Cd che raccoglie l'intera discografia dell'Hardcore punk band milanese Crash Box.
Pubblicato dalla SOA Records nel 2005 la raccolta è realizzata su due CD in confezione DVD, al cui interno è presente un piccolo book di circa 10 pagine contenente testi delle canzoni e storia della band.

## Brani

### Disco 1
1. ...vivi!
2. La trappola
3. Troppi rimpianti
4. Sangue
5. Se devo vivere
6. Morire così
7. Tempo zero
8. Ecstasy / Nato per essere veloce
9. Sul filo del rasoio
10. Flashes
11. Io confesso
12. Fuoco
13. Veleno per voi
14. Inquietudine
15. ...vivi!
16. Chi sono?
17. Finale
18. Destino
19. Bianco e nero
20. Duello
21. Cosa vuoi
22. You
23. Nel cuore
24. Preludio
25. I am nothing
26. Olocausto
27. Intro
28. Untitled

### Disco 2
1. Sono io la vittima
2. Noi
3. Accuso
4. Nessuna colpa
5. Nato per essere veloce
6. Veleno per voi
7. Crash Box
8. Il mio inferno
9. Senza uscita
10. Crash Box II
11. Non so tacere
12. Ascolta
13. Na-Y
14. Nessuna colpa
15. Noi
16. Sotto la mia pelle
17. Crash Box II
18. Accuso
19. Veleno per voi
20. Sono io la vittima
21. Se devo vivere
22. Troppi rimpianti
23. Outro (Crash Crew)
24. "1984 Escape from N.Y." (La trappola / Sangue)
25. Io confesso
26. Sul filo del rasoio
27. Sul filo del rasoio
28. Nato per essere veloce

### Disco 1
- Tracks 01-06, EP ...vivi!
- Tracks 07-17, LP Finale
- Tracks 18-27, LP Nel cuore

### Disco 2
- Tracks 01-27, Tape Il mio inferno
- Track 28, Live